# Hassle-Bösarp
Hassle-Bösarp är kyrkbyn i Hassle-Bösarps socken i Skurups kommun, Skåne belägen söder om Skurup.
I byn ligger Hassle-Bösarps kyrka. Det har funnits två skolor i byn. Idag finns huset till en av skolorna kvar. Sverigeleden går genom byn.